# Săvârșin
Săvârșin is een Roemeense gemeente in het district Arad.

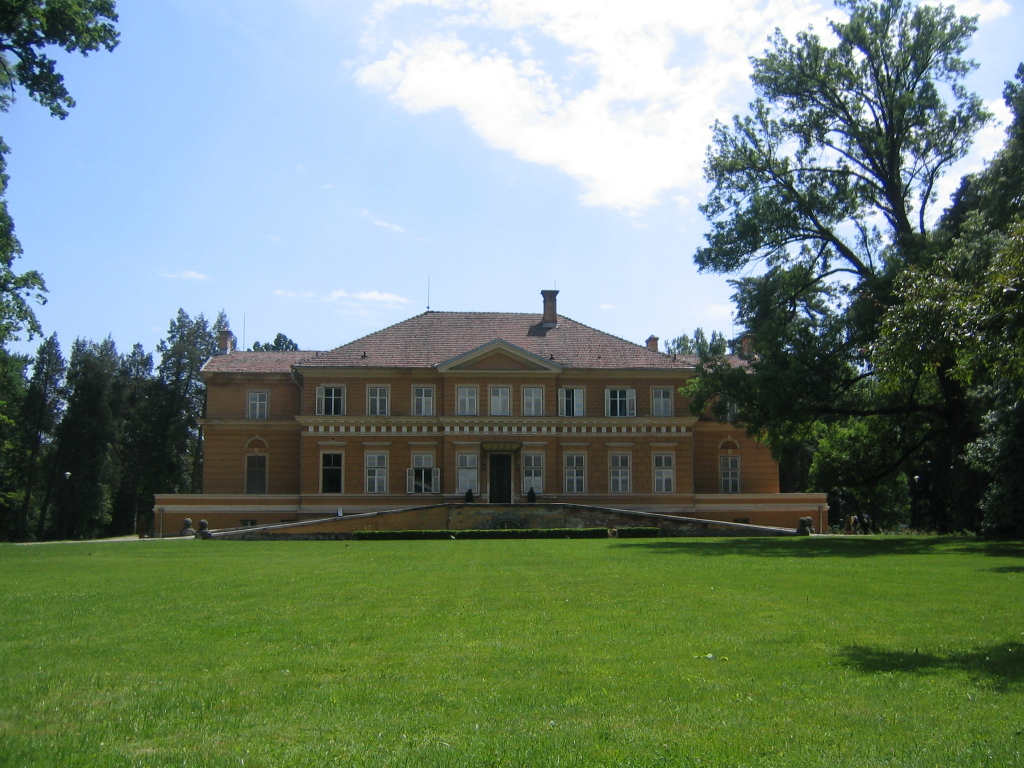
Sântana

Săvârșin telt 3139 inwoners.